# Летяго, Иван Ефимович
Иван Ефимович Летяго (27 сентября 1945, Минск, Белорусская ССР — 24 августа 2022, Беларусь) — советский футболист, нападающий; советский и белорусский тренер. Мастер спорта СССР (12 апреля 1967).

## Биография
Начал заниматься футболом с 10 лет в минской ДСШ-5, тренеры Владимир Иванович Иванов и Олег Михайлович Базарнов, затем играл в молодёжном составе минского «Динамо» в чемпионате Белорусской ССР.
В 1964—1965 годах выступал за дублирующий состав «Динамо». Весной 1966 года перешёл в гродненский «Неман», за который на позиции центрального нападающего отыграл восемь лет — до конца карьеры. В играх первенства СССР среди команд мастеров класса «Б», второй группы класса «А» и второй лиги сыграл 257 игр, забил 62 мячей. В 1970—1972 годах был капитаном команды. В 1966, 1967, 1969, 1971, 1972, 1973 годах — лучший бомбардир команды; В конце карьеры выступал в качестве играющего тренера. Закончил играть в 28 лет из-за ущемления седалищного нерва.
Окончил Гродненский педагогический институт (учитель младших классов). В 1980 окончил московскую Высшую школу тренеров.
Работал начальником «Химика» (1974), директором ДЮСШ Гродно (1975—1979, 1981—1983), старшим тренером «Динамо» Брест (1983, 1984), тренером «Олимпа» Гродно (1985—1988), старшим тренером женской команды «Нива» Луцковляны (1990—1992), тренером «Химволокно» Гродно (1992—1993), тренером польской любительской команды «Млековита-Рух» Высоке-Мазовецке (два месяца), главным тренером «Немана» Гродно (со 2 круга 1994/95 по 22 мая 1996), тренером СДЮШОР-6 Гродно. Воспитал таких гродненских игроков, как М. Бордачёв, Дмитрий Таращик, А. Балейко, Дмитрий Копать и другие.
Умер 24 августа 2022 года.

## Достижения
- В списке 22-х лучших футболистов БССР (правый центральный нападающий, № 1, 1966);
- 1966 — призёр переходного турнира за право выступления во второй группе класса «А»;
- 1967 — второй призёр зонального турнира 1967 года;
- 1967 — победитель переходного турнира за право выступления во второй группе класса «А».

## Семья
Две дочери 1971 и 1977 г. р.